# Plantae Wilsonianae
Plantae Wilsonianae (abreviado Pl. Wilson.) es un libro con descripciones botánicas, escrito por Charles Sprague Sargent y editado en el año 1911-1913, con el nombre de Plantae Wilsonianae: An Enumeration of the Woody Plants Collected in Western China (Biosystematics, Floristic and Phylogeny Series)